# Фрајдорф
Фрајдорф (немачки за "слободно село", мађ. Szabadfalu) је било једно од првих немачких насеља у тамишкој жупанији у Краљевини Угарској.

## Прошлост
Име села је први пут зебележено 1369. године као Забадфалu.
Први становници Фрајдорфа, немачке националности, су дошли и населили се из француске покрајине Алзас, из села које је носило име Фрајдорф. Дистрикт је изворно био немачка комуна, основана 1723. године и ослобођена пореза, што му је дало име Фрајдорф.
Првобитно насеље је садржало цркву, школу и једну ветрењачу. У почетку је то било мало село, изграђено на земљишту које је поклонио генерал Велис, тадашњи командант Темишвара. Село је тада имало око 500 становника. Документи га тада спомињу 1728. године под именом Нојдорф. Почевши од 1732. године, насељавају га и италијански свилари. Аустријски царски ревизор Ерлер је 1774. године констатовао да се место налази у Сентандрашком округу, Темишварског дистрикта. Ту су римокатоличка црква а становништво је било немачко.

### Историјски називи места
Име села кроз историју:
- Забадфалу — Zabadfalu (1369—1482)
- Фрајдорф, Фрајток — Freidorf, Frajtok (1808—1851)
- Фрајдорф и Сабадфалва — Freidorf, Szabadfalva (1851—1888).
- Сабадфалу — Szabadfalu (од 1913.−1920.).[2]

После 1920. године Фрајдорф постаје део Румуније и од 1950. године део града Темишвара.
Фрајдорф одржава прекрасну архитектуру, старе домове у немачком стилу и многе зелене просторе.

## Познати Фрајдорфчани
Познати Фрајдорфчани који су рођени или живели у месту:
- Џони Вајсмилер — (1904−1984) глумац и олимпијски шампион у пливању
- Јанош Фрекот — (1904−1984) историчар[3]
- Николаус Бервангер — (1904−1984) писац [4]
- Адам Ф. Потл — (1904−1984) политичар